# Білі Ослави (гміна)
Ґміна Ослави Бяле — адміністративна субодиниця Надвірнянського повіту Станіславського воєводства. Утворена 1 серпня 1934 року згідно з розпорядженням Міністерства внутрішніх справ РП від 21 липня 1934 за підписом міністра Мар'яна Зиндрама-Косьцялковського під час адміністративної реформи. Село Білі Ослави стало центром сільської ґміни Ослави Бяле. Ґміна утворена з попередніх самоврядних сільських гмін Ослави Бяле, Ослави Чарне, Поток Чарни, Зажече над Прутем.
У 1934 р. територія ґміни становила 112,62 км². Населення ґміни станом на 1931 рік становило 10 639 осіб. Налічувалось 2 476 житлових будинків.
Ґміна ліквідована в 1940 р. у зв’язку з утворенням району.